# Gunnar Pers
Sten Gunnar Pers, född 29 december 1891 i Grällsta, Kila socken, Västmanlands län, död 1985, var en svensk fil. kand., publicist, målare, grafiker och tecknare.
Han var son till redaktören Anders Pers och Kånåhols Anna Andersdotter och från 1919 gift med Ingrid Maria Hultkrantz. Efter sin utbildning 1915 inriktade sig Pers på en framtid inom tidnings branschen. Han arbetade som volontärjournalist vid sin fars tidning Vestmanlands Läns Tidning i Västerås. Efter att han arbetat som journalist vid Dagens nyheter något år återkom han till Vestmanlands Läns Tidning där han var redaktionssekreterare 1918-1922. 
Redan under sin studietid i Uppsala hade han börjat måla och ställde då ut med några studiekamrater i en akademisk amatörutställning. Han studerade måleri 1921 i Italien vilket resulterade i att han avbröt tidningsmannakarriären helt 1922. Han studerade konst för André Lhote i Paris 1922-1923 och under fleråriga uppehåll i Frankrike och Italien där han bedrev självstudier. Han tog ett starkt intryck från den äldre italienska konsten som kom att avspeglas i hans egna målningar. Separat ställde han bland annat ut på Lilla utställningen i Stockholm 1929 och på Konstnärshuset 1947. Tillsammans med Bertil Bull Hedlund och Arvid Backlund ställde han ut på Gävle museum 1941 och han medverkade i samlingsutställningar arrangerade av Sveriges allmänna konstförening, Dalarnas konstförening, Västerås konstförening samt ett flertal gånger på Salon des Indépendants och Salon d'Automne i Paris. Hans konst består av porträtt, figurer och landskapsmålningar med Stockholmsmotiv och vinterbilder. Bland porträtten märks de av Herbert Tingsten, talman Johan Bergvall och landshövding Gustaf Andersson. Som illustratör illustrerade han bland annat Mats Rehnbergs Siljan och Anders Pers Lärare, bonde, tidningsman. Minnen. Han medverkade under flera decennier med texter och teckningar i Vestmanlands Läns Tidning. Han blev hedersledamot av Konstnärsklubben 1956 och var sedan 1954 styrelseledamot i Liljevalchs konsthall. Pers är representerad vid Moderna museet och Västerås konstförenings konstgalleri.